# Kemangi

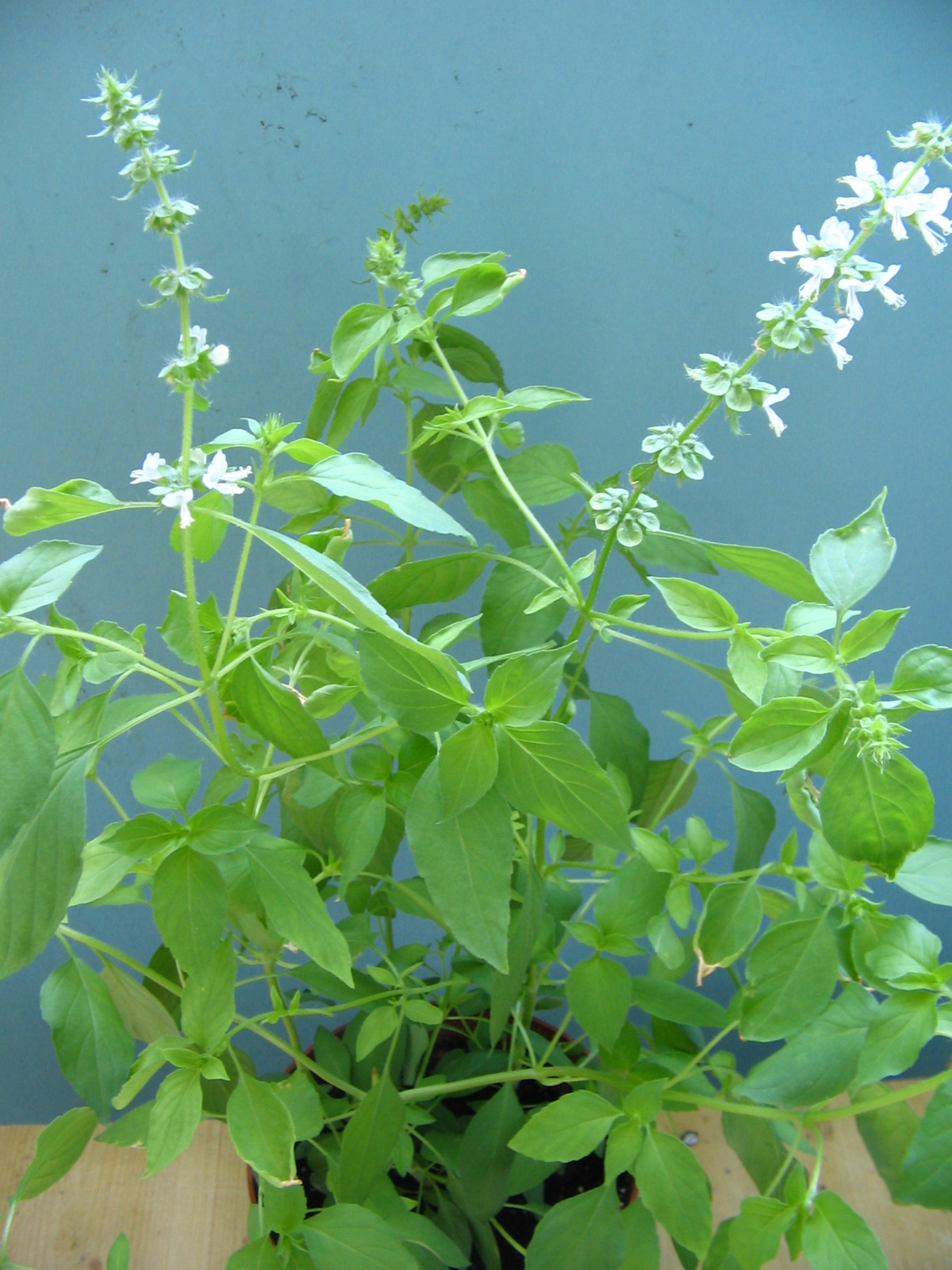
Liście i kwiaty

Kemangi (Ocimum × citriodorum; ang. lemon basil) – kultywar bazylii, będący skrzyżowaniem bazylii pospolitej z występującym w Afryce gatunkiem Ocimum americanum). Liście o cytrynowym aromacie stosowane są jako przyprawa w kuchni różnych krajów azjatyckich. Nazwa kemangi pochodzi z języka indonezyjskiego, w Indonezji jest jedyną odmianą używaną w kuchni do przyprawiania zup i curry. W Tajlandii, gdzie znana jest jako แมงลัก maenglak,  jest jedną z kilku rodzajów bazylii wykorzystywanych jako przyprawa. Popularna także w kuchni laotańskiej.